# قاعة مشاهير كرة القدم
قاعة مشاهير كرة القدم (National Soccer Hall of Fame) هو متحف عالم الشهرة في أنيونتا، نيويورك الذي يكرم انجازات كرة القدم في الولايات المتحدة. أول متحف فتحت أبوابها في العام 1979.

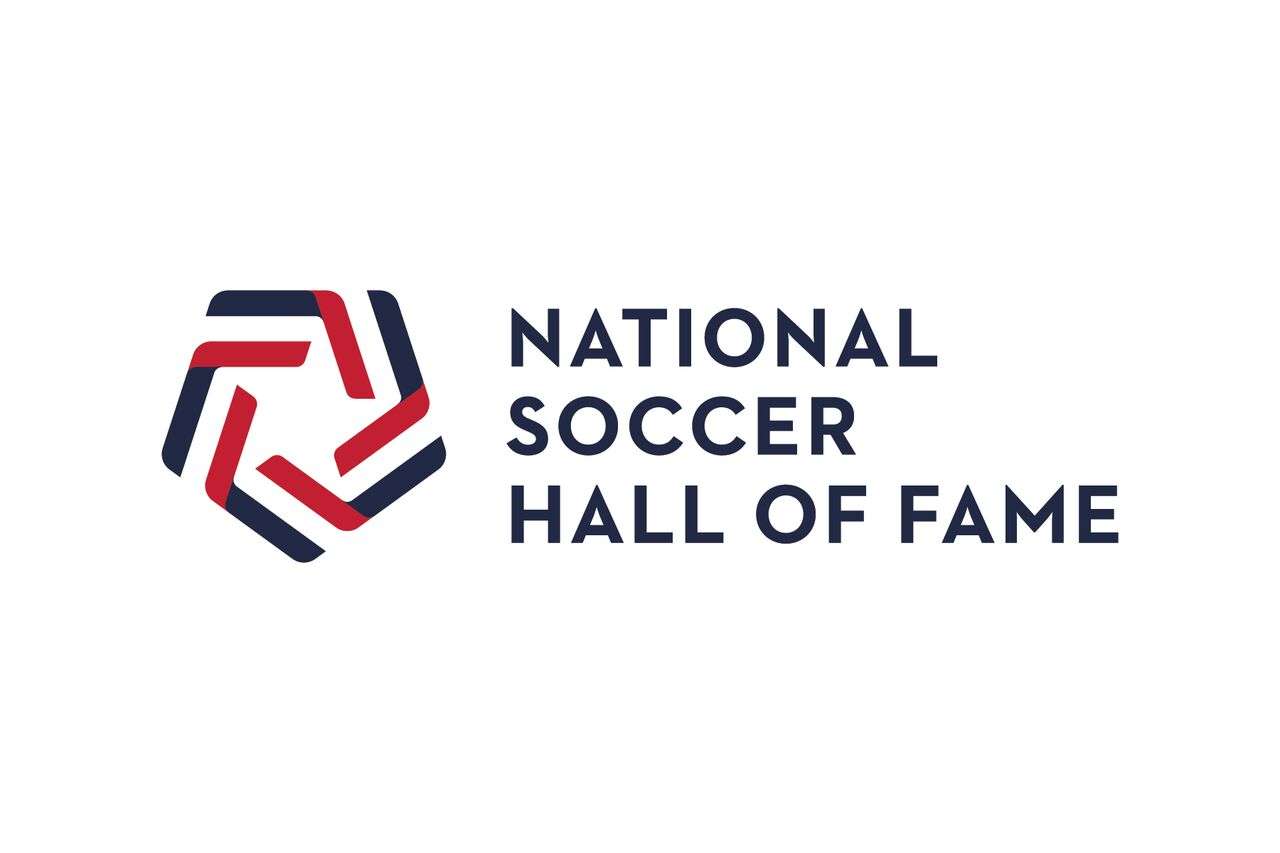
شعار قاعة مشاهير كرة القدم الوطنية

المتحف الحالي والذي افتتح 12 يونيو 1999, وتضم قاعة مشاهير ومكتبة ومنطقة العاب تفاعلية لكرة القدم، المتحف مفتوح طيلة أيام الاسبوع ماعدا يوم رأس السنة الجديدة وعيد الشكر.